# بریگیت هاس
بریگیت هاس (متولد ۱۹۶۴) یک وکیل و سیاستمدار اهل لیختن‌اشتاین است که مدیریت اتاق بازرگانی و صنعت لیختن‌اشتاین را برعهده دارد. او نخست‌وزیر منتخب لیختن‌اشتاین است و قرار است در ۲۰ مارس ۲۰۲۵ این سمت را برعهده گیرد.

## اوایل زندگی
هاس در شان بزرگ شد. او قبل از تحصیل در رشته حقوق در دانشگاه زوریخ، دوره کارآموزی خود را در مدیریت ایالتی لیختن‌اشتاین به پایان رساند.
او از سال ۲۰۰۴ تا ۲۰۱۹ معاون مدیر عامل اتاق بازرگانی و صنعت لیختن‌اشتاین بود و از اوت ۲۰۱۹ مدیر عامل آن شد.

## نخست‌وزیر لیختن‌اشتاین
هاس نامزد اتحادیه میهنی برای نخست‌وزیری لیختن‌اشتاین در انتخابات سراسری لیختن‌اشتاین (۲۰۲۵) بود. این انتخابات به پیروزی حزب وی منجر شد. به این ترتیب، هاس نخست‌وزیر است. وی اولین رئیس دولت زن لیختن‌اشتاین خواهد بود. انتظار می‌رود که او در ۲۰ مارس ۲۰۲۵ سوگند یاد کند.

## زندگی‌شخصی
هاس در وادوز زندگی می‌کند و با هوبرت آسپلت ازدواج کرده است.